# Повелитель теней
«Повелитель теней» (исп. Beltenebros, Бельтене́брос) — испанский кинофильм 1991 года режиссёра Пилар Миро. Экранизация романа Антонио Муньоса Молины.

## Сюжет
Лондон, 1962-й год. Бывший боец интернациональных бригад, а позднее наемник Дарман, получает неожиданное предложение, связанное с его прошлым. На него выходят представители находящейся в подполье испанской компартии с предложением покарать предателя, ответственного за гибель своих товарищей в прошлом и продолжающего свое черное дело в настоящем. Дарман соглашается отправиться в Мадрид, чтобы найти провокатора. Здесь он выходит на любовницу своей потенциальной жертвы, певицу кабаре Ребекку, встреча с которой пробуждает в Дармане воспоминания. Девушка оказывается как две капли воды похожа на свою тезку, с которой четверть века назад судьба свела отважного бойца интербригад.

## Награды и номинации
В феврале 1992 года, на 42-м Берлинском кинофестивале фильм завоевал Серебряного медведя за выдающийся художественный вклад. Также он победил в трёх категориях премии «Гойя» — «Лучшая операторская работа», «Лучший монтаж», «Лучшие спецэффекты», — будучи в общей сложности номинирован в десяти.